# Geoff Follin
Geoff Follin, född 1966, död i maj 2024, var en brittisk dator- och tv-spelsmusiker som skapade musik till många system, som ZX Spectrum, Commodore 64, Amiga, NES och Super Nintendo, ofta tillsammans med sin bror Tim Follin. En tredje bror, Mike Follin, arbetade även vid sidan om som programmerare. Geoff, tillsammans med Tim, har bland annat gjort musiken till Gauntlet III, Psycho Pigs och Spider-Man and the X-Men: Arcade's Revenge. Egna musikproduktioner är bland annat Altered Space för Game Boy och Sly Spy Secret Agent till ZX Spectrum och Commodore 64.
Geoff gick vidare efter arbetet som tv-spelsmusiker och blev präst i Engelska kyrkan.
Geoff dog i maj 2024, 58 år gammal, av cancer i bukspottkörteln. Han var gift och hade 3 barn.